# Vic Woodley
Vic Woodley (Chippenham, 26 febbraio 1910 – 23 ottobre 1978) è stato un calciatore inglese, di ruolo portiere.

## Carriera

### Club
Ha giocato nella prima divisione inglese.

### Nazionale
Ha giocato 19 partite nella nazionale inglese.